# Xingu (film)
Xingu is een Braziliaanse film uit 2011 onder regie van Cao Hamburger. De film vertelt het verhaal van de gebroeders Villas-Bôas vanaf het moment dat zij toegetreden tot de Roncador-Xingu expeditie in 1943.

## Verhaal
De film berust op een waargebeurd verhaal en speelt zich af in de jaren 1940 wanneer de gebroeders Villas-Bôas, Claudio (João Miguel), Leonardo (Caio Blat) en Orlando (Felipe Camargo) een ontdekkingstocht starten langs de Xingu rivier. Ze maken contact met de lokale stammen, leren in het regenwoud te overleven en overtuigen een onwillige Braziliaanse overheid om het Parque Indígena do Xingu op te richten.

## Rolverdeling
- João Miguel als Claudio Villas Boas
- Felipe Camargo als Orlando Villas Boas
- Caio Blat als Leonardo Villas Boas
- Maiarim Kaiabi als Prepori
- Awakari Tumã Kaiabi als Pionim
- Adana Kambeba als Kaiulu
- Tapaié Waurá als Izaquiri
- Totomai Yawalapiti als Guerreiro Kalapalo
- Maria Flor als Marina
- Augusto Madeira als Noel Nutels
- Fábio Lago als Bamburra

## Onderscheidingen
- Jury Award for Best Cinematography - 2012 Prêmio Contigo Cinema
- 3de plaats Panorama Audience Award for Fiction Film - 2012 Internationaal filmfestival van Berlijn